# Arbizu
Arbizu è un comune spagnolo di 947 abitanti situato nella comunità autonoma della Navarra.